# Theudebald
Theudebald (auch Theudowald; * um 537; † November/Dezember 555) war ein König der Franken aus dem Geschlecht der Merowinger. Er regierte von 548 bis 555 in dem Reichsteil, der später unter der Bezeichnung Austrasien bekannt war. Im Französischen wird Theudebald heute meist als Théobald oder Thibaut bezeichnet.

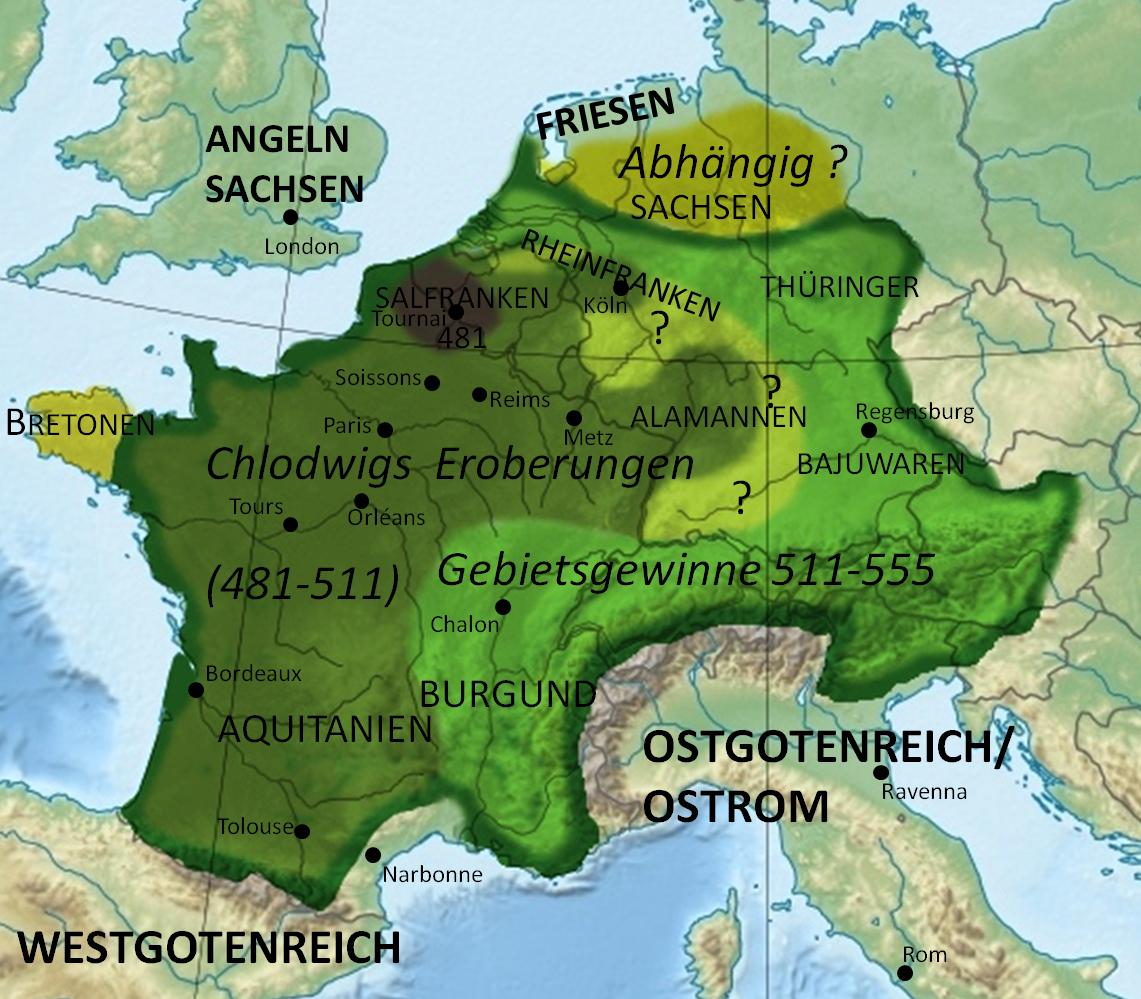
Ausdehnung des Frankenreiches zur Zeit der Herrschaft Theudebalds

## Leben
Theudebald war der einzige Sohn des Königs Theudebert I. Seine Mutter war die Galloromanin Deoteria, die im Jahr 532 Theudeberts Konkubine geworden war und 537 oder 538 auf Drängen der Franken verstoßen wurde. 551 wurde Theudebald noch als Kind bezeichnet, hatte also das Mündigkeitsalter von 15 Jahren noch nicht erreicht. Daraus ergibt sich, dass er nicht lange vor der Verstoßung seiner Mutter geboren wurde.
Theudebald war von Beginn seiner Herrschaft an kränklich. Das Prestige seines Vaters und die Loyalität der Großen ermöglichten einen problemlosen Herrschaftsantritt des Minderjährigen. Schon als Kind war er um 540 mit Walderada (Waldrada, Vuldetrada) verlobt worden, einer Tochter des Langobarden-Königs Wacho, die zugleich eine Schwester seiner Stiefmutter Wisigarde war, welche sein Vater nach der Verstoßung Deuterias geheiratet hatte. Als er volljährig war, heiratete er Walderada. Dies war ein Affront gegen die Langobarden, denn als Tochter Wachos gehörte sie der gerade vom langobardischen Thron verdrängten lethingischen Dynastie an. Das Bündnis der Franken mit den Langobarden zerbrach.
Der neue Langobardenkönig Audoin verbündete sich mit den Oströmern. Bald nach Theudebalds Regierungsantritt kam es in Oberitalien zu Zusammenstößen zwischen den Franken, die sich unter Theudebert I. dort festgesetzt hatten, und den Oströmern. Der oströmische Kaiser Justinian I. sandte zwei Gesandtschaften an Theudebald (548/549 und 551/552); er forderte die Räumung der fränkisch besetzten Gebiete in Italien und Hilfeleistung gegen die Ostgoten. Theudebald reagierte ausweichend; er entsandte eine Gegengesandtschaft zu Verhandlungen über die territorialen Streitfragen. 552 griff der byzantinische Feldherr Narses in Italien ein und vernichtete in kurzer Zeit das Ostgotenreich. Die Franken in Oberitalien vermieden den direkten Zusammenstoß mit oströmischen Truppen, und Theudebald lehnte ein Bündnisangebot des letzten Ostgotenkönigs Teja ab. Trotz der militärischen Erfolge der Oströmer konnten die Franken Venetien noch einige Jahre halten, mussten aber Nordwestitalien schon im Jahr nach Theudebalds Tod nach einer Niederlage aufgeben.
Nach längerer Krankheit und Siechtum starb Theudebald schon im Jahr 555 kinderlos. Seinen Reichsteil erbte sein Großonkel Chlothar I., der Theudebalds Witwe Walderada heiratete.